# Hybomys basilii
Hybomys basilii — вид гризунів родини мишевих (Muridae). Зустрічається тільки в Екваторіальній Гвінеї. Його природне середовище існування — субтропічні або тропічні вологі гірські ліси. Йому загрожує втрата середовища проживання.

## Морфологічна характеристика
Це гризун середнього розміру, довжина голови й тулуба від 118 до 160 мм, довжина хвоста від 90 до 132 мм, довжина лапи від 29 до 33 мм, довжина вух від 15 до 20 мм і вагою до 95 грамів. Хутро довге, м'яке, блискуче. Спинні частини темно-червонувато-бурі, з жовтувато-бурими відблисками і з сірими основами волосків, а черевні частини сірувато-білі, з сірими основами волосків. Іноді на спині присутня тонка чорна смужка. Хвіст трохи коротший за голову й тулуб. Самці трохи більші за самиць.

## Поведінка
Це наземний і нічний вид, хоча активний і вдень.